# Frank Mouncer
Frank Edmund Mouncer (Grimsby, 22 novembre 1920 – 1977) è stato un calciatore inglese, di ruolo difensore.

## Caratteristiche tecniche
Era un difensore centrale.

## Carriera
Dopo aver giocato nei dilettanti dell'Humber United nel 1935 passa al Grimsby Town, club della sua città natale, militante nella prima divisione inglese; alla sospensione dei campionati per via della seconda guerra mondiale (nel 1939) non aveva in realtà ancora esordito in competizioni ufficiali con la prima squadra dei Mariners, con i quali durante il periodo bellico ha comunque continuato a giocare nei vari tornei sostitutivi dei normali campionati. Il suo effettivo esordio nella piramide calcistica inglese avviene tuttavia solamente nel 1946, quando all'età di 26 anni gioca 14 partite nella prima divisione inglese (esordendo il 23 settembre 1946 in una sconfitta per 2-0 sul campo del Wolverhampton), a cui poi aggiunge ulteriori 7 presenze in questa stessa categoria nel campionato 1947-1948, che il suo club termina all'ultimo posto in classifica, retrocedendo così in seconda divisione, categoria nella quale Mouncer durante la stagione seguente gioca una partita, per poi ritirarsi dal calcio professionistico all'età di 29 anni.